# Dacun (ort i Kina)
Dacun (kinesiska: 大村) är en ort i Kina. Den ligger i provinsen Sichuan, i den sydvästra delen av landet, omkring 360 kilometer sydost om provinshuvudstaden Chengdu. Antalet invånare är 1 000.
Runt Dacun är det ganska tätbefolkat, med 185 invånare per kvadratkilometer. Närmaste större samhälle är Hema, 17,8 km öster om Dacun. I omgivningarna runt Dacun växer i huvudsak blandskog.
Genomsnittlig årsnederbörd är 1 190 millimeter. Den regnigaste månaden är maj, med i genomsnitt 204 mm nederbörd, och den torraste är januari, med 20 mm nederbörd.